# Некрестова Віра Микитівна
Віра Микитівна Некрестова (30 вересня 1923 — 28 листопада 2007) — передовик радянського сільського господарства, доярка Гаровського радгоспу Хабаровського району Хабаровського краю, Герой Соціалістичної Праці (1966).

## Біографія
Народилася в 1923 році в селі Бобрик Курської губернії в російській селянській родині.
У 1939 році, закінчивши школу, стала працювати в місцевому колгоспі рільничої бригади по вирощуванню цукрових буряків. Всю війну пропрацювала в сільському господарстві.
У грудні 1959 року переїхала до брата в Хабаровський край. Стала працювати дояркою на молочно-товарній фермі Гаровського радгоспу.
У період виконання планів сьомої п'ятирічки, ланка Некрестової постійно перевиконувала план по надою молока. Вона змогла надоїти від кожної корови 3702 кілограма молока в середньому за рік.
Указом Президії Верховної Ради СРСР від 22 березня 1966 року за отримання високих показників у сільському господарстві і рекордні надої молока Вірі Микитівні Некрестовій присвоєно звання Героя Соціалістичної Праці з врученням ордена Леніна і медалі «Серп і Молот».
Продовжувала працювати в радгоспі, показувала високі виробничі результати. Останнім часом перед відходом на заслужений відпочинок працювала вихователем у дитячому садку.
Обиралася депутатом Хабаровської крайової ради депутатів. Виростила трьох синів.
Проживала в селі Рокитне. Померла 28 листопада 2007 року.

## Нагороди
- золота зірка «Серп і Молот» (22.03.1966)
- орден Леніна (22.03.1966)
- інші медалі.